# Charles Magill Conrad
Charles Magill Conrad, född 24 december 1804, död 11 februari 1878, var en amerikansk politiker.
Han föddes i Winchester, Virginia, USA, år 1804; flyttade till Mississippi med hans familj som pojke och flyttade senare till Louisiana. Han utbildades av en Dr. Huld i New Orleans. Han blev tillsatt i den amerikanska senaten i april 1842. Han var USA:s krigsminister 15 augusti 1850-7 mars 1853.